# Jacob Rinne
Pour les articles homonymes, voir Rinne.
Jacob Rinne, né le 20 juin 1993 à Laxå en Suède, est un footballeur international suédois. Il évolue au poste de gardien de but au Djurgårdens IF.

## Biographie

### Parcours amateur
En 2010, Jacob Rinne rejoint le FCB et la Division 1 suédoise (3ème niveau suédois) en provenant de Laxå IF, qui lui évolue en Division 4 suédoise (6ème niveau suédois).

### Örebro SK
Le 30 mai 2013, il signe pour le Örebro SK avec un contrat de trois ans et demi à la clé. Le portier fait ses débuts professionnels pour l'Örebro SK, le 30 mars 2014, en remplaçant à la mi-temps Oscar Jansson. 

### La Gantoise
Le 1er juillet 2016, La Gantoise recrute le Suédois pour pallier le départ de Matz Sels vers Newcastle United FC.

### Aalborg BK
Le 16 août 2017, Jacob Rinne s'engage en faveur du club danois de l'Aalborg BK. Il joue son premier match pour Aalborg le 7 septembre 2017, à l'occasion d'une rencontre de coupe du Danemark face au Viborg FF. Il est titularisé lors de cette rencontre remportée par son équipe sur le score de cinq buts à un, après prolongations.
En mai 2022, Rinne annonce son départ d'Aalborg à l'issue de la saison 2021-2022, à expiration de son contrat. Il quitte le club après 168 matchs joués, ce qui fait de lui le joueur étranger le plus capé de l'histoire de l'Aalborg BK.

### Al-Fateh SC
Le 30 juin 2022, Jacob Rinne rejoint l'Arabie saoudite en signant en faveur d'Al-Fateh SC.

### Djurgårdens IF
Le 12 août 2024, Jacob Rinne fait son retour en Suède en signant en faveur d'un club qui lui est cher, le Djurgårdens IF, dont il est supporter depuis sa jeunesse. Il signe un contrat de quatre ans et demi, soit jusqu'en décembre 2028.

### En équipe nationale
Jacob Rinne honore sa première sélection avec l'équipe nationale de Suède le 10 janvier 2016, lors d'un match amical contre la Finlande à Abou Dabi (victoire 3-0).

## Statistiques
| Saison                | Club                  | Championnat           | Championnat | Championnat | Coupe(s) nationale(s) | Coupe(s) nationale(s) | Compétition(s) continentale(s) | Compétition(s) continentale(s) | Compétition(s) continentale(s) | Total | Total |
| Saison                | Club                  | Division              | M.          | B.          | M.                    | B.                    | Comp.                          | M.                             | B.                             | M.    | B.    |
| 2010                  | BK Forward            | Division 1 Norra      | 14          | 0           | 0                     | 0                     | -                              | -                              | -                              | 14    | 0     |
| 2011                  | BK Forward            | Division 1 Norra      | 27          | 0           | 0                     | 0                     | -                              | -                              | -                              | 27    | 0     |
| 2012                  | BK Forward            | Division 1 Norra      | 7           | 0           | 0                     | 0                     | -                              | -                              | -                              | 7     | 0     |
| Sous-total            | Sous-total            | Sous-total            | 48          | 0           | 0                     | 0                     | -                              | -                              | -                              | 48    | 0     |
| 2013                  | Örebro SK             | Allsvenskan           | 11          | 0           | 3                     | 0                     | -                              | -                              | -                              | 14    | 0     |
| 2014                  | Örebro SK             | Allsvenskan           | 14          | 0           | 0                     | 0                     | -                              | -                              | -                              | 14    | 0     |
| 2015                  | Örebro SK             | Allsvenskan           | 12          | 0           | 3                     | 0                     | -                              | -                              | -                              | 15    | 0     |
| Sous-total            | Sous-total            | Sous-total            | 37          | 0           | 6                     | 0                     | -                              | -                              | -                              | 43    | 0     |
| 2016-2017             | La Gantoise           | Jupiler Pro League    | 12          | 0           | 2                     | 0                     | C3                             | 8                              | 0                              | 22    | 0     |
| Sous-total            | Sous-total            | Sous-total            | 12          | 0           | 2                     | 0                     | -                              | 8                              | 0                              | 22    | 0     |
| Total sur la carrière | Total sur la carrière | Total sur la carrière | 97          | 0           | 8                     | 0                     | -                              | 8                              | 0                              | 113   | 0     |

## Palmarès
- Vainqueur du championnat d'Europe espoirs en 2015 avec l'équipe de Suède espoirs